# Matija Gogala
Matija Gogala (ur. 1937, Lublana) – słoweński entomolog zajmujący się głównie bioakustyką, fizjologią i taksonomią owadów.
Urodził się 11 grudnia 1937 w Lublanie. Studiował zoologię na Uniwersytecie Lublańskim, gdzie w 1960 uzyskał tytuł magistra, a w 1964 doktora. W 1961 został asystentem fizjologii zwierząt na katedrze biologii, wydziału biotechniki pod prof. dr. Štefanem Michielijem. W 1968 otrzymał tam posadę docenta, w 1974 profesora nadzwyczajnego (izredni profesor), aż w 1981 został profesorem zwyczajnym (redni profesor).
W latach 1976-79 był dyrektorem Narodowego Instytutu Biologii. W 1987 zaczął pracę w Słoweńskim Muzeum Przyrodniczym, gdzie był dyrektorem w latach 1992-2001. W latach 1992-99 był koordynatorem ds. biologii przy ministerstwie technologii (MZT). Od 30 maja 1991 zrzeszony, a od 8 kwietnia 1999 pełny członek Słoweńskiej Akademii Nauk. Od 1997 członek, a w latach 2003-2007 prezydent International Bioacoustic Council. Od 2002 do 2007 był prezydentem słoweńskiego ramienia Global Biopdiversity Information Facility.
W skład zainteresowań naukowych Gogali wchodzą: faunistyka i bioakustyka pluskwiaków, akustyka i komunikacja przez wibracje innych zwierząt, etologiczne, histologiczne i elektrofizjologiczne badania nad fotorecepcją i orientacją owadów oraz badania nad zmianami pigmentacji tychże.